# Corey Potter
Corey Michael Potter (* 5. Januar 1984 in Lansing, Michigan) ist ein ehemaliger US-amerikanischer Eishockeyspieler, der im Verlauf seiner aktiven Karriere zwischen 2000 und 2019 unter anderem 133 Spiele für die New York Rangers, Pittsburgh Penguins, Edmonton Oilers, Boston Bruins, Calgary Flames und Nashville Predators in der National Hockey League (NHL) auf der Position des Verteidigers bestritten hat. Darüber hinaus absolvierte Potter über 450 weitere Partien in der American Hockey League (AHL) und war drei Spielzeiten bei den Kölner Haien in der Deutschen Eishockey Liga (DEL) aktiv.

## Karriere
Corey Potter begann seine Karriere als Eishockeyspieler im USA Hockey National Team Development Program, für das er von 2000 bis 2002 in den Juniorenligen North American Hockey League und United States Hockey League aktiv war. Anschließend besuchte er vier Jahre lang die Michigan State University, für deren Eishockeymannschaft er parallel in der Central Collegiate Hockey Association aktiv war. In diesem Zeitraum wurde der Verteidiger im NHL Entry Draft 2003 in der vierten Runde als insgesamt 122. Spieler von den New York Rangers ausgewählt. Für deren Farmteam Hartford Wolf Pack spielte er von 2006 bis 2010 in der American Hockey League. In seinem ersten Profijahr kam er zudem zu 43 Einsätzen für die Charlotte Checkers aus der ECHL. Für die New York Rangers selbst stand er in vier Jahren allerdings nur in acht Spielen in der National Hockey League auf dem Eis.
Am 16. Juli 2010 wurde Potter als Free Agent von den Pittsburgh Penguins verpflichtet. In der Saison 2010/11 bestritt er nur ein einziges Spiel für deren NHL-Team und war Stattdessen Stammkraft in deren AHL-Farmteam Wilkes-Barre/Scranton Penguins. Zur folgenden Spielzeit wurde er von den Edmonton Oilers unter Vertrag genommen, bei denen er auf Anhieb zu den Führungsspielern im NHL-Team gehörte. Im Zuge des NHL-Lockouts 2012 ging Potter nach Europa und spielte für die Vienna Capitals in der EBEL. Im März 2014 kam er über den Waiver zu den Boston Bruins. Diesen verlängerten seinen Vertrag am Saisonende nicht, sodass sich Potter im September 2014 den Calgary Flames anschloss. Im folgenden Jahr absolvierte er nur 31 Pflichtspiele, 25 davon in der AHL bei den Adirondack Flames. Nach der Spielzeit 2014/15 wurde sein Vertrag nicht verlängert, sodass er im September 2015 von den Arizona Coyotes verpflichtet wurde, die ihn in der Folge bei den Springfield Falcons in der AHL einsetzten.
Im Februar 2016 wurde Potter an die Nashville Predators abgegeben und war dort fortan für deren Farmteam, die Milwaukee Admirals, aktiv. Zur Saison 2016/17 nahm er ein Angebot der Kölner Haie aus der Deutschen Eishockey Liga (DEL) an, für die er in den folgenden drei Spielzeiten auf das Eis lief. Im Sommer 2019 beendete der 35-Jährige seine aktive Karriere.

### International
Für die USA nahm Potter an der U18-Junioren-Weltmeisterschaft 2002 sowie der U20-Junioren-Weltmeisterschaft 2004 teil. Bei beiden Turnieren gewann er mit seiner Mannschaft die Goldmedaille.

## Erfolge und Auszeichnungen
- 2008 Victoria-Cup-Gewinn mit den New York Rangers

### International
- 2001 Goldmedaille bei der World U-17 Hockey Challenge
- 2002 Goldmedaille bei der U18-Junioren-Weltmeisterschaft
- 2004 Goldmedaille bei der U20-Junioren-Weltmeisterschaft

## Karrierestatistik

### International
Vertrat die USA bei:
- World U-17 Hockey Challenge 2001
- U18-Junioren-Weltmeisterschaft 2002
- U20-Junioren-Weltmeisterschaft 2004

(Legende zur Spielerstatistik: Sp oder GP = absolvierte Spiele; T oder G = erzielte Tore; V oder A = erzielte Assists; Pkt oder Pts = erzielte Scorerpunkte; SM oder PIM = erhaltene Strafminuten; +/− = Plus/Minus-Bilanz; PP = erzielte Überzahltore; SH = erzielte Unterzahltore; GW = erzielte Siegtore; 1 Play-downs/Relegation; Kursiv: Statistik nicht vollständig)